# (35828) 1999 JZ53
1999 JZ53 (asteroide 35828) é um asteroide da cintura principal. Possui uma excentricidade de 0.14641820 e uma inclinação de 3.11226º.
Este asteroide foi descoberto no dia 10 de maio de 1999 por LINEAR em Socorro.